# Lisboa, Crónica Anedótica
Lisboa, Crónica Anedótica é um filme mudo português, realizado por Leitão de Barros, no ano de 1930.

## Elenco[1]
- Adelina Abranches
- Chaby Pinheiro
- Vasco Santana
- Beatriz Costa
- Berta de Bivar
- Esther Leão
- Alves da Cunha
- Estêvão Amarante
- Maria Lalande
- Irene Isidro
- Costinha
- Emília de Oliveira
- Josefina Silva
- Nascimento Fernandes
- Teresa Gomes
- Jesuína de Chaby